# Liste der Monuments historiques in Somloire
Die Liste der Monuments historiques in Somloire führt die Monuments historiques in der französischen Gemeinde Somloire auf.

## Liste der Bauwerke
| Bezeichnung | Beschreibung              | Standort | Kennzeichnung | Schutzstatus | Datum | Bild |
| ----------- | ------------------------- | -------- | ------------- | ------------ | ----- | ---- |
| Schloss     | Erbaut im 16. Jahrhundert | (Lage)   | PA00109360    | Inscrit      | 1974  |      |